# Zakia Khudadadi
Zakia Khudadadi ou Zakia Khodadadi (en persan : ذکیه خدادادی) est une para-taekwondoïste afghane, née le 29 septembre 1998 dans la province du Herat. C'est la première femme de son pays à poursuivre une carrière internationale en ce sport,. Elle fait partie de la minorité ethnique des Hazaras. Le 30 août 2024, elle devient la première médaillée de l'équipe paralympique des réfugiés lors des épreuves de taekwondo aux Jeux paralympiques d'été de 2024.

## Biographie
Khudadadi est née en 1998 avec un bras atrophié dans la province afghane d’Hérat. Elle est diplômée de l'Université d'enseignement supérieur d'Eshraq, à Hérat.
À 18 ans, elle remporte le Championnat africain de para-taekwondo en Égypte en 2016. Cette performance lui permet de représenter l'Afghanistan aux Jeux paralympiques d'été de 2020, mais cette opportunité est un temps compromise après la prise du pouvoir par les talibans. Après avoir fui le pays, elle reçoit la permission du Comité international paralympique de participer aux Jeux,,. Ce faisant, elle devient la première femme afghane à participer dans une compétition sportive internationale après la victoire des talibans, et la première femme afghane à participer aux Jeux paralympiques depuis Mareena Karim aux Jeux de 2004,,.

## Carrière

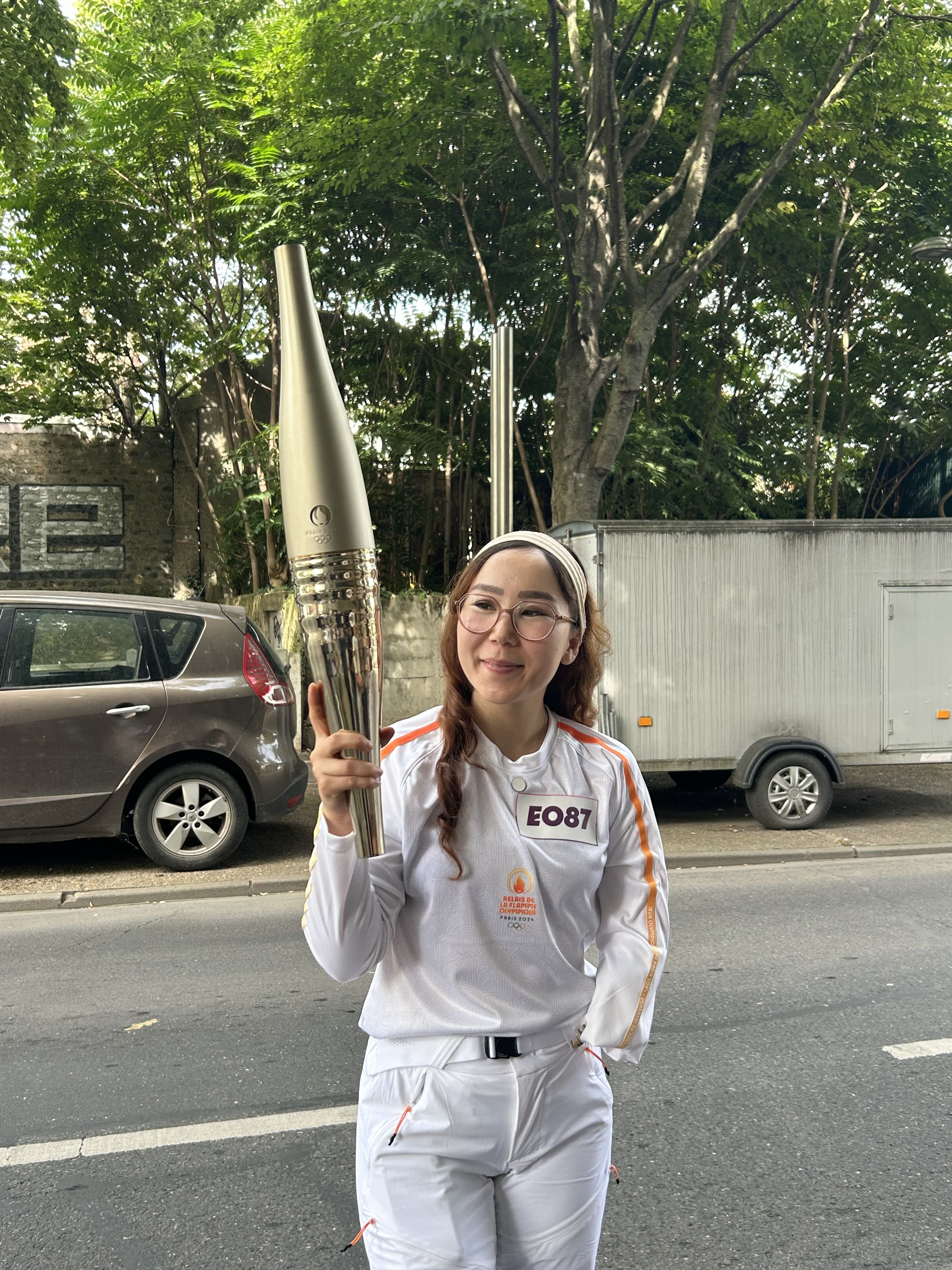
Porteuse de la flamme olympique en juillet 2024.

Khudadadi trouve l'envie de pratiquer le taekwondo après que le taekwondoïste Rohullah Nikpai a gagné les premières médailles olympiques pour l’Afghanistan, en 2012 et 2016,. Après la défaite du gouvernement taliban en 2001, Khudadadi, comme beaucoup d’autres femmes, est encouragée à prendre part à des compétitions sportives, alors que ces activités étaient auparavant interdites aux femmes et aux filles par les talibans. Malgré le changement de régime et l'évolution de la culture nationale, elle s’entraine la plupart du temps chez elle, car sa fréquentation des clubs de taekwondo est rendue dangereuse par la présence d’insurgés talibans dans sa province.
En 2016, elle remporte le titre dans sa catégorie lors du Championnat africain de para-taekwondo en Égypte. Elle reçoit alors une invitation à participer aux Jeux paralympiques de 2020 à Tokyo, l’athlète Hossain Rasouli étant le seul autre représentant de la délégation afghane pour cette édition. Elle se qualifie pour la compétition de catégorie K44 des moins  de 49 kg,.
Elle déménage dans la capitale afghane pour s’entrainer pour les Jeux paralympiques, mais sa participation est compromise par la chute de Kaboul le 15 août 2021 et la prise de pouvoir par les talibans.
Outre son handicap, le fait d'être femme et d'appartenir à la communauté chiite hazara, persécutée depuis des décennies par les talibans, l'expose à un risque de violences en Afghanistan. Sur les réseaux sociaux, elle envoie une vidéo au Comité paralympique afghan qui est vue à Paris par une responsable du club France-Afghanistan qui alerte les autorités françaises qui parviennent à l’exfiltrer à l'aéroport de Kaboul.
Après une période d’incertitude, durant laquelle il est supposé que l’équipe afghane ne pourrait pas participer aux Jeux, elle et Hossain Rasouli parviennent d'abord à quitter leur pays puis à gagner Tokyo le 28 août, après un séjour de repos et d'entrainement à l'INSEP à Paris,,. Le Comité international paralympique leur permet également, à titre exceptionnel, d'éviter les interviews et les conférences de presse. Le 2 septembre 2021, Zakia Khudadadi est opposée à l'Ouzbèke Ziyodakhon Isakova au premier tour de la compétition de catégorie K44 des moins de 49 kg et elle s'incline 17 points à 12. En repêchage, elle affronte ensuite l'Ukrainienne Vikatoriia Marchuk, contre qui elle perd 48 à 34. Khudadadi et Rasouli sont porte-drapeau à la cérémonie de clôture des Jeux paralympiques de Tokyo. Différentes nations lui proposent l'asile, mais elle choisit de revenir en France.
En 2023, elle est invitée à participer aux championnats d'Europe de Para-Taekwondo sous la bannière de l'IPC et elle remporte le titre dans la catégorie K44 des moins de 47 kg.
Entraînée par Haby Niaré à l'INSEP, elle gagne sa qualification pour les Jeux paralympiques de 2024 à Paris. N'ayant pas pu obtenir la nationalité française dans les délais requis, elle intègre la délégation des réfugiés.  Elle décroche la médaille de bronze en para-taekwondo le 29 août 2024, devenant la première représentante de l'équipe des réfugiés médaillée,,.